# Ben Daley
Ben Daley (ur. 27 czerwca 1988 w Sydney) – australijski rugbysta grający na pozycji filara młyna, triumfator Super Rugby w sezonie 2011 z Reds, reprezentant kraju, mistrz świata U-19 z 2006 roku.

## Kariera klubowa
Uczęszczał do All Saints Anglican School i występował w szkolnej drużynie rugby. Na poziomie klubowym związany był z UQ Rugby Football Club, a następnie z Gold Coast Breakers i jego następcą, Bond University Rugby Club.
W latach 2006–2007 był członkiem Akademii Reds. W barwach Reds zadebiutował w listopadzie 2006 roku w sparingowym meczu z reprezentacją Japonii, zaś w rozgrywkach Super 14 w przedostatniej kolejce sezonu 2008. W następnym sezonie przeciwko Sharks zaliczył swój pierwszy start po kontuzji Grega Holmesa i w kolejnych latach był stałym punktem zespołu, początkowo rzadko opuszczając spotkania z powodu kontuzji, choć w ostatnich trzech latach kariery w Reds trapiony był długotrwałymi urazami. W 2012 roku zaliczył pięćdziesiąty występ dla zespołu z Queensland, rok później zagrał przeciw British and Irish Lions, zaś ostatni, osiemdziesiąty pierwszy raz w stanowych barwach zagrał w połowie lipca 2016 roku przeciwko Rebels. Jego największym sukcesem było zwycięstwo w Super Rugby w sezonie 2011, a indywidualnie w 2010 roku uplasował się w pierwszej trójce walczących o Medal Pileckiego oraz otrzymał wyróżnienie Spirit of the Reds dla gracza utożsamiającego ducha zespołu zarówno na boisku, jak i poza nim, zaś w roku 2015 otrzymał wyróżnienie przyznawane przez kibiców drużyny za inicjatywę charytatywną Be Great, Do Good. Reprezentował Queensland Country w edycji 2016 rozgrywek National Rugby Championship.
W lipcu 2016 roku ogłosił, iż od kolejnego sezonu grać będzie dla Western Force, rok później przedłużył zaś kontrakt o następne dwa lata.

## Kariera reprezentacyjna
Był stypendystą ogólnokrajowego programu National Talent Squad oraz Australian Institute of Sport. W stanowych barwach występował w mistrzostwach kraju U-16, w 2004 roku zajmując czwartą lokatę otrzymując dodatkowo wyróżnienie dla najlepszego gracza zespołu. Rok później zdobył drugie miejsce w kategorii U-18. W 2006 roku występował natomiast w zespole U-19.
Pociągnęło to za sobą powołania do narodowych reprezentacji juniorskich. W ramach kadry Australian Schoolboys wystąpił we wszystkich sześciu testmeczach rozegranych w roku 2005. W 2006 roku znalazł się w reprezentacji U-19, która zwyciężyła w rozegranych w Dubaju mistrzostwach świata w tej kategorii wiekowej. Zagrał wówczas we wszystkich pięciu spotkaniach zdobywając jedno przyłożenie. Na tym turnieju znalazł się również rok później i w roli wicekapitana wystąpił w podstawowym składzie we wszystkich pięciu spotkaniach. Australijczykom nie udało się jednak obronić tytułu, zdobyli natomiast brązowe medale. W 2008 roku został powołany przez selekcjonera reprezentacji U-20 Briana Melrose na inauguracyjne mistrzostwa świata juniorów. Na tych zawodach wystąpił we wszystkich pięciu spotkaniach, a Australijczycy zajęli ostatecznie miejsce piąte.
Robbie Deans po raz pierwszy powołał go do seniorskiej reprezentacji w maju 2010 roku. W barwach Wallabies Daley zadebiutował przeciwko Anglikom, w kolejnych dwóch tygodniach zagrał po raz drugi z Anglią oraz Irlandią. Kolejne powołania otrzymał na Puchar Trzech Narodów 2010 oraz listopadowe spotkania kadry, zagrał jednak tylko w towarzyskim meczu z Munster. Rok później znajdował się w szerokim składzie na mecz z Samoa oraz Puchar Trzech Narodów 2011, jednak nie zagrał w nich z uwagi na kontuzję ramienia, wystąpił natomiast w barwach Australian Barbarians przeciwko Kanadzie.

## Varia
- Jego ojciec, Phil Daley, uprawiał rugby league i w 1987 roku zwyciężył w National Rugby League z Manly Sea Eagles[87], karierę jego brata Josha przerwała zaś kontuzja[88].
- Ukończył prawo na Bond University[89][90][91], na uczelni otrzymując sportowe wyróżnienia[92].